# Yassine Chikhaoui
Yassine Chikhaoui (Radès, 22 settembre 1986) è un ex calciatore tunisino, di ruolo centrocampista.

## Caratteristiche tecniche
Trequartista o seconda punta dotata di discreta velocità, è dotato di grande rapidità di piedi e notevole accelerazione. Ambidestro, è molto abile nel dribbling.

## Carriera

### Club
Ha esordito nell'Etoile sportive de Radès poi è stato comprato dall'Étoile Sportive du Sahel, squadra tunisina, di cui diventa capitano a 17 anni e con cui vince un campionato tunisino nel 2007. Il 22 maggio 2007 ha firmato un contratto di cinque anni con gli svizzeri dello Zurigo, squadra della Super League (Svizzera).
Dopo 8 anni in Svizzera viene ceduto a titolo definitivo ai qatarioti dell'Al-Gharafa.

### Nazionale
Ha esordito nella nazionale di calcio tunisina nel 2006, anno in cui ha partecipato alla Coppa del Mondo in Germania.
Il 12 giugno 2015, segna 3 gol nella partita Tunisia-Gibuti (qualificazioni per la Coppa d'Africa); match poi terminato con il risultato di 8-1 per i tunisini.

## Palmarès

### Club

#### Competizioni nazionali
- Campionato tunisino: 1

Étoile du Sahel: 2006-2007
- Campionato svizzero: 1

Zurigo: 2008-2009
- Coppa Svizzera: 1

Zurigo: 2013-2014

### Individuale
- Calciatore tunisino dell'anno: 1

2006